# 阿伯克龙比 (北达科他州)
阿伯克龙比（英語：Abercrombie），是美国北达科他州下属的一座城市。根据2010年美国人口普查，该市有人口263人。2011年估计该市有人口262人，相对于2010年，增长率为?0.38%。